# Distretto di Huasmin
Il distretto di Huasmin è uno dei dodici distretti  della provincia di Celendín, in Perù. Si trova nella regione di Cajamarca e si estende su una superficie di 437,5 chilometri quadrati.

Istituito il 30 settembre 1862, ha per capitale la città di Huasmin; al censimento 2005 contava 14.687 abitanti.